# Regioni della Svezia per indice di sviluppo umano
     > 0.930
     0.930 - 0.920
     0.920 - 0.910
     0.910 - 0.906
     < 0.906

Regioni della Svezia per indice di sviluppo umano, 2017.
> 0.930
0.930 - 0.920
0.920 - 0.910
0.910 - 0.906
< 0.906

Questa è una lista delle regioni della Svezia per indice di sviluppo umano 2018.
| Very High human development | Very High human development  | Very High human development | Very High human development |
| Posizione                   | Regione                      | 2018 HDI                    | Comparabile con             |
| Very high human development | Very high human development  | Very high human development | Very high human development |
| --------------------------- | ---------------------------- | --------------------------- | --------------------------- |
| 1                           | Stoccolma                    | 0.962                       | Norvegia                    |
| –                           | Svezia (media)               | 0.936                       | Singapore                   |
| 2                           | Svezia occidentale           | 0.935                       | Singapore                   |
| 3                           | Svezia meridionale           | 0.929                       | Danimarca                   |
| 4                           | Svezia medio orientale       | 0.927                       | Finlandia                   |
| 4                           | Alto Norrland                | 0.927                       | Finlandia                   |
| 6                           | Småland e le isole           | 0.924                       | Finlandia                   |
| 7                           | Medio Norrland               | 0.919                       | Belgio                      |
| 8                           | Svezia centro-settentrionale | 0.916                       | Giappone                    |